# Eurodance
Eurodance (poznat i kao euro-energy ili euro-house) je žanr elektronske plesne glazbe koji je nastao kasnih 1980-ih i početkom 1990-ih, prvenstveno u Europi. Ovaj glazbeni stil kombinira mnoge elemente iz high energy i eurodisco glazbe, kao i techna te trancea. 
Eurodance žanr glazbe je poznat po korištenju bogatih melodijskih vokala, u kombinaciji sa sintesajzerom i jakim basom, ponekad u kombinaciji s repanjem.
Izraz "eurodance" je s vremenom postao poznat kao specifičan žanr europske - elektronske plesne glazbe, koji se skraćeno naziva "dance glazba". Zlatnim dobom ovog žanra smatraju se 1990-e kada se pojavilo najviše poznatih izvođača ovog žanra.

## Vanjske poveznice
- Eurodance Encyclopedia
- Eurodance Magazine
- Eurodance Hits
- LastFM
- Radio Euro Classic  Arhivirana inačica izvorne stranice od 5. kolovoza 2013. (Wayback Machine)